# Union des femmes pour la défense de Paris et les soins aux blessés
Union des femmes pour la défense de Paris et les soins aux blessés var en fransk socialistisk kvinnorättsorganisation, verksam under Pariskommunen 1871.
Syftet var att verka för lika rättigheter mellan könen i arbetslivet och organisera kvinnor i försvaret av staden och Pariskommunen.  